# 萬艦穿星
《萬艦穿星》（英語：Endless Space）是一套由法國Amplitude Studios開發，並由荷蘭Iceberg Entertainment發行的4X概念體系回合策略遊戲，讓玩家能夠藉由指揮宇宙艦隊、開墾殖民地、拓展外交、升級科技、整軍殲敵達到獨霸宇宙的目的；此外本遊戲最初於2012年7月4日於線上遊戲購物與下載平台Steam首先釋出，並於同年10月1日由台灣英特衛多媒體代理發行遊戲DVD。2013年6月發行了第一套DLC改版〈失和〉（Disharmony），除了引進新陣營之外，還有更多變化的隨機事件與更新種類的船艦配備，讓玩家應付不同的戰場變化。
續作萬艦穿星2在2017年5月18日上市。

## 故事設定
游戏故事设定在一個虚构的浩瀚無邊的古老星系中，有個失落的上古民族「無盡（Endless）」所留下的遺產「星塵（Dust）」以及他們留下的科技，散落到爭奪宇宙霸權的各大集團手中；為了獲得至高無上的宇宙霸主地位，星系中的各大集團相互攻伐、合縱連橫、遠交近攻，一切都是為了追求自己的終極利益。

## 遊戲方式
本遊戲是基於「4X概念體系」所進行，並依照四種理論分別解釋遊戲中實踐這些理論的方式：
探索（eXplore）
一開始有少數的偵查船和移民艦能讓玩家下達自動航行的指令，搜尋鄰近的星系並找到適合殖民的地點；而每個星系都有特殊的「戰略資源」和「奢侈資源」能讓自己的實力增長。
擴張（eXpand）
為了取得戰略制高點，玩家可使用移民船佔領無主星系，讓自己的宇宙版圖一次又一次向外擴張，而各個星系之間有航道連結。
發展（eXploit）
玩家在自己控制下的星系，可以藉由研發科技或建立資源設施，充實自己的國庫與軍力，為往後的決戰做準備；此外也可以藉由貿易和外交手腕來爭取同盟並互蒙其利。
殲敵（eXterminate）
玩家可以藉由生產強大的宇宙艦隊與敵軍決戰，當敵我雙方（敵方可為特定玩家或海盜）的艦隊接觸後，可選擇自動作戰或手動作戰模式，其中手動作戰模式分為遠距、中距、近距三階段，並配合多種不同的戰術搭配以剿滅敵人。

## 參戰陣營
阿米巴（Amoeba）
源自於經過上億年漫長演化的古老海底原始生命，後來成為了一支以外交和貿易維生的物種；他們將精力投注在拓展商路並結交盟邦的事務上，雖然對於軍事一竅不通，但他們一開始就擁有完整的宇宙星圖和航路圖能為他們增長經商貿易和情報上的優勢，也使用外交手腕爭取強大的盟友來排除他們的敵人。
齒輪人（Automatons）
這是在1.0.27版中新增的種族。他們原本是一群古老文明瑞安人所生產出的全自動機器人，後來瑞安人面臨居住環境惡化，加上宇宙移民失敗，只得選擇在惡劣的星球上自生自滅；但瑞安人仍留下了這些機器人，齒輪人在經過漫長的人工智慧演化並吸取了造物主的失敗教訓後，希望能使用和平且對有意於保護自然環境的方式來改造整個星系生態。
渴望者（Cravers）
一種源自於好戰、嗜血的蟲類所演化的兇悍民族，而無盡的征戰和掠奪就是他們的生存之道，因此他們不可能跟其他陣營保持和平，戰爭就是他們的全部。
而渴望者在攻陷敵方星系或擊敗敵人時，會有短暫時間的生產加速以充實我方軍力。
和諧（Harmony）
該陣營出現在DLC〈失和〉中。和諧是一種結晶化的靈魂生命體，他們要消滅所有的星塵，以及擋在眼前所有的敵人，並以追求更高等、更強大的精神來源「核心（Core）」為終極使命。
而該陣營除了無法累積及消費貨幣外，也沒有所謂的認同度（Approval，一種可左右產能及稅率的平衡基準指標，認同度多寡與星系產能成正比、但與稅收成反比），此外他們也無法聘僱英雄（類似於指揮官，可指派到特定艦隊或星系中強化戰力）。
必勝（Hissho）
源自於鳥類演化的物種，在激烈的生存競爭後得以適者生存，他們以征服和侵略的方式來樹立自身文明的權威，而他們的宇宙船艦有著火力和精準度方面的優勢；然而他們在科研發展上是致命的弱點，但他們能藉由殲滅敵人提升科研速度。
若己方的星系被敵人攻陷，他們也會喚醒內心的復仇力量，讓他們的宇宙艦隊暫時充滿了復仇的怒火，並會讓敵人連本帶利血債血還。
荷瑞修（Horatio）
一種自命不凡、附庸風雅的複製人種族，有著過度苛求的審美觀，除了希望每個人都長的一樣美以外，他們的船艦由於過度裝飾，而負擔了偏高的成本。
不過複製人技術能夠讓他們在星系人口增長上獲得優勢，並能產生更多的英雄強化戰術上的優勢。
朝聖者（Pilgrims）
一群反抗聯合帝國統治的科學家和宗教人士，在星系邊緣隱居並發展了自己的力量，戰術上較偏好游擊戰；此外他們有特殊的走私貿易管道，即使遇到敵軍或海盜封鎖自己的星系，也能利用走私管道輸出入資源與其他陣營交易。
而朝聖者在面臨星系失守時，也可以將一整個星系的全部資產和人口完全撤出，並遷徙到其他的星系中。
謝瑞汀（Sheredyn）
他們最早是聯合帝國上一代皇帝的禁衛軍，擁有獨立的組織及武裝；但自從新的聯合帝國皇帝Maxilimian Zelavas篡位後，謝瑞汀部隊被放逐，被迫走上與新主人對抗的道路。
該陣營的武裝及科技上與聯合帝國並無二致，但他們的船艦模型就散發著黃銅般的璀璨金光；而這個陣營可藉由網路下載購買「Emperor's Edition」套件取得。
薩芬（Sophons）
外星的高智慧生命體，對於知識的無盡渴求驅使他們向其他陣營進行科研和資源等方面的交流；一旦他們科技達到頂峰，鮮少有人是他們藉由高科技改造的船堅炮利宇宙艦隊的對手。
播種者（Sowers）
上古文明「無盡」所移由下來的遺產之一，他們有先進的環境改造技術，能讓不適人居的星球改造成適合人居的星球，並在星球上的資源產出上有得天獨厚的優勢。
聯合帝國（United Empire）
以人類為主體的聯合帝國，是一支專制且由大財閥們統管的企業化國家，並藉由他們手上累積的暴利打造出無堅不摧的無敵艦隊。
沃爾特 (Vaulters)
“一個古老的派別，沃爾特人在為自己建立一個永久性的家園方面遭受了一些重大的挫折，雖然以不安定的流浪漢為特徵，實際上是一個驕傲和適應性強的種族，尋求一種他們終於可以稱之為”家“的製度“。他們幾個世紀的旅行和修補使他們在科學和戰爭方面都很熟練，儘管他們最大的軍事實力是防守。
沃爾特人具有任命女性領導人的舊傳統，他們對這一傳統的信任得到了該派的不可思議的逃避，生存和生活的能力的肯定。一旦基於Auriga行星，當他們的預測顯示潛在的災難性地球大氣層問題時，他們離開了地球。他們在其他地方殖民的企圖只取得了很大的成功，永久基地的概念已經獲得了幾乎神話般的地位。

## 船艦設計
為了拓展宇宙殖民版圖，同時徹底殲滅敵人，形形色色的宇宙船艦是不可或缺的；而各項船艦的武器，護甲及支援設備都以模組化形式升級 。

### 船艦類型
- 殖民艦：拓展殖民地的主要船隻，可將一單位的人口轉移到無主或其它己方星球中。
- 偵查船：具有優異的視野及速度的輕型船隻，能夠探勘未探索之宇宙航路及星系。
- 護衛艦：標準型船艦，配備少量的武器和裝甲。
- 驅逐艦：規格優於護衛艦，為遊戲前期的主力艦種。
- 巡洋艦：除了擔綱遊戲中期的主力艦種外，也可輕易解決中小型敵艦並為大型艦隊護航。
- 主力艦：艦隊決戰的主力艦種之一，多半配合巡洋艦和無畏艦行動組成交叉火網。
- 無畏艦：最高規格的全能巨大宇宙旗艦，亦為宇宙戰鬥中的王者，搭載了多樣化的武器以擊殺不同類型的敵艦。

### 攻擊型裝備
- 動能穿甲彈：類似於機砲的實體砲彈，在近距離戰鬥中較能發揮效率。
- 雷射：殺傷力優於動能穿甲彈，在中距離戰鬥中佔有優勢。
- 飛彈：殺傷力最強，可在遠處重創敵艦，但在中近距離容易落空。

### 防禦型裝備
- 偏轉裝甲：具有一定機率可讓動能穿甲彈反彈。
- 護盾：具有一定機率可吸收敵方雷射的傷害。
- 反飛彈系統：具有一定機率可攔截敵方飛彈。

### 支援型裝備
- 船殼：增加船隻生命值。
- 侵略模組：增加奪取敵方星系的速度，減少佔領回合數。
- 引擎：增加船隻速度。
- 酬載模組：增加各項武器的搭載上限。
- 偵照模組：增加船隻視野，增加偵查敵情的效率。
- 殖民模組：賦予船隻在無主星系殖民的能力，一次使用性，消耗後會使搭載船隻消失。

### 特殊裝備
特殊裝備是DLC〈失和〉的新增特色，一種船隻可以選配最多四種特殊裝備，數量依據船艦類型而定。
- 攻城飛彈：可在進攻敵方星系時，重創敵方星系的防護力以減少奪取敵方星系的時間。
- 空降部隊：可在進攻敵方星系時，派遣空降部隊減少奪取敵方星系的時間，並會造成敵方星系的人口耗損。
- 戰鬥機：可輔助艦隊戰鬥，並與敵方艦載機交戰。
- 轟炸機：可在戰鬥之中重創敵艦，或在進攻敵方城池時減少奪取敵方星系的時間。
- 點防禦系統：賦予軍艦在對抗敵方艦載機時更優越的防禦力。

## 勝利條件
- 外交勝利：與其他玩家締結同盟，且自己的和平指數達到一定水準。
- 霸權勝利：佔領所有其他玩家的起始首都。
- 擴張勝利：達到全宇宙版圖75%。
- 經濟勝利：累積星塵（金錢）到達一定指標。
- 科技勝利：完成所有科技樹狀圖並完成最後一項科技「泛銀河系社群」方可成立。
- 奇觀勝利：建立五座世界奇觀「不朽帝國」。
- 得分勝利：上述各項條件當遊戲結束時任何玩家均未達到，以積分最高者獲勝。
- 預設獲勝方式：殲滅所有對手。

## 媒體評價
- Metacritic：79/100[1]
- IGN：8/10[2]
- GameSpy：3.5/5[3]

## 外部連結
- （英文）官方網站
- （英文）Endless Space Wiki （页面存档备份，存于）